# Farah Mohamed Jama Awl
Farah Mohamed Jama Awl (somali : Faarax Maxamed Jaamac Cawl, arabe : فارح محمد جامع عول) né en 1937 et mort en 1991, généralement connu sous le nom de Farah Awl, était un écrivain somalien. Son nom de famille Awl signifie « gazelle », qui était le surnom de son arrière-grand-père qui était le sultan du clan Warsangali. La famille Awl comprend également le sultan Warsangali Mohamoud Ali Shire.

## Biographie
Awl est né en 1937 dans la ville de Las Khorey, au nord-est de la Somalie. Dans sa jeunesse, il obtient une bourse pour étudier l'ingénierie aéronautique et automobile à Londres au Royaume-Uni (1959-1962). Après avoir obtenu son diplôme, il a déménagé en Somalie et a travaillé avec la police et l'Agence nationale des transports à Mogadiscio.
Les descriptions vivantes des paysages et de la faune somaliennes dans le corpus littéraire d'Awl, ainsi que l'inclusion de poésie traditionnelle somalienne, le distinguent particulièrement. Il a également la particularité d'être le premier romancier somalien à écrire dans l' écriture latine naissante de la langue somalienne après son officialisation en 1972.
Awl était membre de la famille royale du clan Warsangali. Apparemment en raison de son appartenance à la famille du clan Darod, Awl et trois de ses enfants ont été tués en 1991, au plus fort des troubles civils qui ont secoué la ville de Beledweyne, dans la région de Hiiraan.
Son livre Ignorance is the ennemy of love est le prmier livre écrit et publié en somali

## Voir également
- Nuruddin Farah